# Europese auto in 1919
Dit artikel geeft een overzicht van alle Europese personenwagens geproduceerd in 1919 door een significante autoconstructeur. De auto's staan alfabetisch gerangschikt per merk. Hier staan enkel Europese merken, ongeacht of ze eigendom zijn van een niet-Europees concern. Ook gaat het om constructeurs die algemeen bekend zijn met auto's die algemeen voor het publiek verkrijgbaar zijn. 
| ABC |                  | concern:                | Sopwith Verenigd Koninkrijk |
| ABC | divisie:         |                         |                             |
| ABC | merk:            | ABC Verenigd Koninkrijk |                             |
| ABC | model:           | Sports                  |                             |
| ABC | einde productie: | 1929                    |                             |
| ABC | productieaantal: | ?                       |                             |

| Armstrong-Siddeley |                  | concern:                               | Onafhankelijk |
| Armstrong-Siddeley | divisie:         |                                        |               |
| Armstrong-Siddeley | merk:            | Armstrong-Siddeley Verenigd Koninkrijk |               |
| Armstrong-Siddeley | model:           | 30                                     |               |
| Armstrong-Siddeley | einde productie: | 1924                                   |               |
| Armstrong-Siddeley | productieaantal: | 2770                                   |               |

| Citroën |                  | concern:          | Onafhankelijk |
| Citroën | divisie:         |                   |               |
| Citroën | merk:            | Citroën Frankrijk |               |
| Citroën | model:           | Type A            |               |
| Citroën | einde productie: | 1924              |               |
| Citroën | productieaantal: | 24.093            |               |

| FIAT |                  | concern:    | Onafhankelijk |
| FIAT | divisie:         |             |               |
| FIAT | merk:            | FIAT Italië |               |
| FIAT | model:           | 501         |               |
| FIAT | einde productie: | 1926        |               |
| FIAT | productieaantal: | 45.000      |               |

| FIAT |                  | concern:    | Onafhankelijk |
| FIAT | divisie:         |             |               |
| FIAT | merk:            | FIAT Italië |               |
| FIAT | model:           | 505         |               |
| FIAT | einde productie: | 1925        |               |
| FIAT | productieaantal: | ?           |               |

| Hispano-Suiza |                  | concern:             | Onafhankelijk |
| Hispano-Suiza | divisie:         |                      |               |
| Hispano-Suiza | merk:            | Hispano-Suiza Spanje |               |
| Hispano-Suiza | model:           | H6 B                 |               |
| Hispano-Suiza | einde productie: | 1932                 |               |
| Hispano-Suiza | productieaantal: | ?                    |               |

| Peugeot |                  | concern:          | Onafhankelijk |
| Peugeot | divisie:         |                   |               |
| Peugeot | merk:            | Peugeot Frankrijk |               |
| Peugeot | model:           | 159               |               |
| Peugeot | einde productie: | 1919              |               |
| Peugeot | productieaantal: | 502               |               |

| Peugeot |                  | concern:          | Onafhankelijk |
| Peugeot | divisie:         |                   |               |
| Peugeot | merk:            | Peugeot Frankrijk |               |
| Peugeot | model:           | 163               |               |
| Peugeot | einde productie: | 1924              |               |
| Peugeot | productieaantal: | 9349              |               |

| Renault |                  | concern:          | Onafhankelijk |
| Renault | divisie:         |                   |               |
| Renault | merk:            | Renault Frankrijk |               |
| Renault | model:           | EU                |               |
| Renault | einde productie: | 1921              |               |
| Renault | productieaantal: | ?                 |               |

| Suere |                  | concern:        | Onafhankelijk |
| Suere | divisie:         |                 |               |
| Suere | merk:            | Suere Frankrijk |               |
| Suere | model:           | C               |               |
| Suere | einde productie: | 1920            |               |
| Suere | productieaantal: | ?               |               |

| Sunbeam |                  | concern:                    | Sunbeam-Talbot-Darracq Frankrijk |
| Sunbeam | divisie:         |                             |                                  |
| Sunbeam | merk:            | Sunbeam Verenigd Koninkrijk |                                  |
| Sunbeam | model:           | 16                          |                                  |
| Sunbeam | einde productie: | 1922                        |                                  |
| Sunbeam | productieaantal: | 1050                        |                                  |

| Sunbeam |                  | concern:                    | Sunbeam-Talbot-Darracq Frankrijk |
| Sunbeam | divisie:         |                             |                                  |
| Sunbeam | merk:            | Sunbeam Verenigd Koninkrijk |                                  |
| Sunbeam | model:           | 24                          |                                  |
| Sunbeam | einde productie: | 1922                        |                                  |
| Sunbeam | productieaantal: | 750                         |                                  |

| Talbot Groot-Brittannië |                  | concern:                                    | Clément-Bayard Frankrijk |
| Talbot Groot-Brittannië | divisie:         |                                             |                          |
| Talbot Groot-Brittannië | merk:            | Talbot Groot-Brittannië Verenigd Koninkrijk |                          |
| Talbot Groot-Brittannië | model:           | DC 10HP                                     |                          |
| Talbot Groot-Brittannië | einde productie: | 1924                                        |                          |
| Talbot Groot-Brittannië | productieaantal: | ?                                           |                          |